# Cetomimoides parri
Cetomimoides parri är en fiskart som beskrevs av Koefoed, 1955. Cetomimoides parri ingår i släktet Cetomimoides och familjen Cetomimidae. Inga underarter finns listade i Catalogue of Life.